# Agelaius humeralis
Agelaius humeralis là một loài chim trong họ Icteridae.